# 莫尔冈 (朗德省)
莫尔冈（法語：Morganx）是法国朗德省的一个市镇，属于蒙德马桑区（Mont-de-Marsan）阿热特莫县（Hagetmau）。该市镇总面积5.22平方公里，2009年时的人口为182人。

## 人口
莫尔冈人口变化图示